# Theodora Richards
Theodora Dupree Richards (Nueva York, 18 de marzo de 1985) es una modelo estadounidense, hija de la actriz Patti Hansen y de Keith Richards, guitarrista de la agrupación británica The Rolling Stones; y hermana mayor de la modelo Alexandra Richards.
A los 16 años, Theodora, Alexandra y Elizabeth Jagger (hija del músico Mick Jagger) fueron modelos para una campaña publicitaria de la marca Tommy Hilfiger. En 2006 Richards modeló para la marca neozelandesa Karen Walker. El mismo año apareció en la portada de la revista Lucire, en una editorial fotografiada por Barry Hollywood. También en 2006 se convirtió en la modelo oficial de la marca de jeans 4Stroke.